# Familien-Fälle
Familien-Fälle ist eine deutsche Fernsehserie, die vom 16. April 2012 bis September 2013 beim Fernsehsender Sat.1 ausgestrahlt wurde. Die Pseudo-Doku übernahm den Sendeplatz der Gerichtsshow Richterin Barbara Salesch nach deren Einstellung.

## Konzept
Die Serie zeigt verschiedene fiktive „Familienfälle“, bei denen im Verlaufe der Handlung einer jeden Episode Amtsgerichts-, Familiengerichts- oder Strafgerichtsverhandlungen inszeniert werden. Dabei wird zu Beginn einer jeden Episode ein Problemfall innerhalb einer Familie dargestellt, der nicht ohne einen Rechtsbeistand gelöst werden kann. Dieser Problemfall kann sich von Streitigkeiten innerhalb einer Familie, über Nachbarschafts- und Mietrechtsstreitigkeiten bis hin zu strafrechtlichen Ermittlungen durch die Staatsanwaltschaft erstrecken. Die betroffene Familie versucht dann unter Mithilfe des Rechtsbeistandes gegen den Problemfall anzukämpfen. In den meisten der 460 produzierten Episoden gewinnt die gezeigte Familie den Rechtsstreit oder es kann eine Einigung erzielt werden.

## Besetzung
Als Rechtsanwälte wirken Ulrike Tašić, Bernd Römer, Helga Nachtigall, Monika Dinse, Catherina Hellbach, Marian Kinder, Ariane Paulus, Claus Pinkerneil, Eva Sondermann, Alexandra Loock-Nester, Florestan Goedings, Karl Friedrich Weiland, Carsten Wichert, Gregor Meng und ab der zweiten Staffel auch Niklas Dittberner mit.
Bei strafrechtlichen „Familienfällen“ sind zudem die Staatsanwälte Ralf Vogel und während der ersten Staffel Niklas Dittberner zu sehen.
Als Richter wirken Sylvia Beutler-Krowas, Barbara von Minckwitz, Brygida Braun (früher Mendel) und Dirk Zimmermann mit.
Die meisten anderen Personen (Familienangehörige, Nachbarn und Polizisten) werden durch Laiendarsteller verkörpert.

## Trivia
- Einige Rollen aus Richterin Barbara Salesch wurden in Familien-Fälle fortgeführt und treten seit Einstellung des Formates Familien-Fälle im Herbst 2013 auch in der Serie Anwälte im Einsatz auf.

## Einschaltquoten
Zum Start der Fernsehserie wurde das Programm von Sat.1 kurzfristig geändert, sodass eine Episode von Zwei bei Kallwass entfiel und eine Doppelepisode von Familien-Fälle ausgestrahlt wurde. 1,78 Millionen Menschen ab drei Jahren schalteten die Erstausstrahlung ein. Dies entsprach einem Marktanteil von 18 Prozent.
Bereits die zweite Episode musste Zuschauerverluste hinnehmen. Der Marktanteil der 14- bis 49-Jährigen fiel auf 11,7 Prozent. Die Einschaltquoten lagen allerdings weiterhin über dem Senderschnitt von Sat.1.
In der folgenden Zeit waren die Einschaltquoten starken Schwankungen unterworfen. Während am 24. Juni 2013 in der werberelevanten Zielgruppe nur noch ca. 8 % Marktanteil gemessen wurden, konnten an diesem Tag beim Gesamtpublikum mit 1,1 Millionen Zuschauern akzeptable Werte ermittelt werden. Am 11. Juli 2013 wurden beim jungen Publikum mit 10 % und 13,2 % gute Werte ermittelt werden.
In der Folgezeit sanken die Einschaltquoten jedoch stetig, sodass sich Sat.1. zur Absetzung der Fernsehserie entschied. Die Serie, welche vor ihrer Einstellung mit drei Episoden am Stück im Sat.1-Nachmittagsprogramm gezeigt wurde, wurde im Herbst 2013 letztendlich durch Auf Streife, Im Namen der Gerechtigkeit – Wir kämpfen für Sie! und Anwälte im Einsatz ersetzt.